# Караваль
Караваль — первая книга серии «Караваль» писательницы Стефани Гарбер, в которой рассказывается о необычном шоу, которое устраивается раз в год магистром Легендо, и полно магии и загадок. Книга вышла в России в 2021 году. Книга переведена более, чем на 25 языков, среди которых испанский, итальянский, болгарский, португальский, норвежский, шведский, финский, арабский, иврит, китайский, японский, греческий и др.! Культовая история, которая вошла в ТОП-10 лучших историй Young Adult.

## Сюжет
Скарлетт Дранья в течение многих лет слала письма магистру Легендо в надежде, что распорядитель и его труппа приедет с гастролями на остров Трисда, но ее просьбы остались без ответа. Повзрослев, она решает попрощаться с детскими мечтами и выйти замуж по расчету, чтобы спасти себя и сестру Донателлу от сурового нрава отца. Когда Скарлетт оказывается в шаге от претворения судьбоносного выбора в жизнь, она получает заветное приглашение на шоу Караваль. Сомнения гложут ее, ведь она никогда не покидала родной дом. Тогда сестра обманным путем увозит ее с острова, но едва Скарлетт прибывает на представление, мечта оборачивается кошмаром. Донателлу похищают, и гости обязаны ее отыскать, иначе она навсегда останется пленницей фестиваля грез.
Пышные вечера Караваля ― это отражение вычурных вечеринок Гэтсби. Как и Джея, юношеская влюбленность побудила магистра Легендо стать распорядителем легендарного представления. В отличие от прототипа он хранит в секрете свою настоящую личность и истинное назначение шоу, виртуозно меняя маски и всегда оставаясь в тени. Никто не знает, как он выглядит, но ходят слухи, что он не стареет и владеет искусством магии.

## Награды
- Книга стала настоящим хитом: №1 по версии книжного портала IndieNext Pick, лучшая YA книга 2017 года по версии Entertainment Weekly, Teen Vogue, BuzzFeed, Barnes & Noble.

## Восприятие и отзывы
Книга «Караваль» получила звёздную рецензию от журнала Publishers Weekly, в которой говорилось: «Интригующие персонажи, образная обстановка и выразительное письмо создают завораживающую историю о любви, потере, жертве и надежде», в то время как Кейтлин Пэксон из NPR написала, что «В конечном итоге смысл „Караваля“ остаётся запутанным».
«Караваль» был в списке бестселлеров New York Times в течение пятнадцати недель, достигнув 2-го места.

## Экранизация
Права на экранизацию «Караваля» были приобретены компанией 20th Century Fox.